# 竹下武雄
竹下 武雄（たけした たけお）は、日本の教育者。

## 来歴
熊本県に生まれる。熊本県立玉名中学校（1911年卒業、同級生に薬師寺尊正がいる）、第五高等学校を経て、東京帝国大学を卒業した。
鳥取高等農林学校（現・鳥取大学農学部）教授、福岡県立女子専門学校教授、熊本県第一高等女学校教授、主任教授などを歴任した。長年にわたり、熊本県区の女子教育に携わった。熊本県立第一高等学校の記念誌によると、時には生徒が驚くような出で立ちで授業をすることもあったとされる。